# Argentyna na Zimowych Igrzyskach Olimpijskich 2022
Argentyna na Zimowych Igrzyskach Olimpijskich 2022 – występ kadry sportowców reprezentujących Argentynę na igrzyskach olimpijskich, które odbyły się w Pekinie w Chińskiej Republice Ludowej, w dniach 4–20 lutego 2022 roku. Reprezentacja Argentyny liczyła sześciu zawodników – dwóch mężczyzn i czterech kobiet.

## Statystyki według dyscyplin
| Lp.     | Dyscyplina            | Mężczyźni | Kobiety | Łącznie |
| ------- | --------------------- | --------- | ------- | ------- |
| 1       | Biegi narciarskie     | 1         | 1       | 2       |
| 2       | Łyżwiarstwo szybkie   |           | 1       | 1       |
| 3       | Narciarstwo alpejskie | 1         | 1       | 2       |
| 4       | Saneczkarstwo         |           | 1       | 1       |
| Łącznie | Łącznie               | 2         | 4       | 6       |

## Reprezentanci

### Narciarstwo Alpejskie
| Zawodnik                  | Konkurencja       | 1 przejazd | 1 przejazd | 2 przejazd | 2 przejazd | Łącznie | Łącznie | Źródło |
| Zawodnik                  | Konkurencja       | Czas       | Pozycja    | Czas       | Pozycja    | Czas    | Pozycja | Źródło |
| ------------------------- | ----------------- | ---------- | ---------- | ---------- | ---------- | ------- | ------- | ------ |
| Tomas Birkner de Miguel   | slalom gigant (m) | DNF        | DNF        | DNF        | DNF        | DNF     | DNF     |        |
| Tomas Birkner de Miguel   | slalom (m)        | DNF        | DNF        | DNF        | DNF        | DNF     | DNF     | [ 3 ]  |
| Francesca Baruzzi Farriol | supergigant (k)   | N/A        | N/A        | N/A        | N/A        | 1:16,65 | 29.     | [ 5 ]  |
| Francesca Baruzzi Farriol | slalom gigant (k) | 1:02,43    | 34.        | 1:01,57    | 30.        | 2:04,00 | 29.     | [ 6 ]  |
| Francesca Baruzzi Farriol | slalom (k)        | DNF        | DNF        | DNF        | DNF        | DNF     | DNF     | [ 7 ]  |

### Biegi narciarskie
Mężczyźni
| Zawodnik         | Konkurencja   | Eliminacje | Eliminacje | Ćwierćfinał | Ćwierćfinał | Półfinał | Półfinał | Finał   | Finał   | Źródło |
| Zawodnik         | Konkurencja   | czas       | Pozycja    | czas        | Pozycja     | czas     | Pozycja  | czas    | Pozycja | Źródło |
| ---------------- | ------------- | ---------- | ---------- | ----------- | ----------- | -------- | -------- | ------- | ------- | ------ |
| Franco Dal Farra | Bieg na 15 km | N/A        | N/A        | N/A         | N/A         | N/A      | N/A      | 48:35,5 | 86.     | [ 9 ]  |
| Franco Dal Farra | Bieg na 30 km | N/A        | N/A        | N/A         | N/A         | N/A      | N/A      | LPD     | 65.     | [ 10 ] |
| Franco Dal Farra | Sprint        | 3:09,95    | 74.        | NQ          | NQ          | NQ       | NQ       | NQ      | 74.     | [ 11 ] |

Kobiety
| Zawodnik              | Konkurencja   | Eliminacje | Eliminacje | Ćwierćfinał | Ćwierćfinał | Półfinał | Półfinał | Finał   | Finał   | Źródło |
| Zawodnik              | Konkurencja   | czas       | Pozycja    | czas        | Pozycja     | czas     | Pozycja  | czas    | Pozycja | Źródło |
| --------------------- | ------------- | ---------- | ---------- | ----------- | ----------- | -------- | -------- | ------- | ------- | ------ |
| Nahiara Diaz Gonzalez | Bieg na 10 km | N/A        | N/A        | N/A         | N/A         | N/A      | N/A      | 40:30,8 | 96.     | [ 13 ] |
| Nahiara Diaz Gonzalez | Sprint        | 4:05,46    | 83.        | NQ          | NQ          | NQ       | NQ       | NQ      | 83.     | [ 14 ] |

### Saneczkarstwo
Kobiety
| Zawodnik               | Konkurencja | Ślizg 1 | Ślizg 1 | Ślizg 2 | Ślizg 2 | Ślizg 3 | Ślizg 3 | Ślizg 4 | Ślizg 4 | Łącznie  | Pozycja | Źródło |
| Zawodnik               | Konkurencja | Czas    | Pozycja | Czas    | Pozycja | Czas    | Pozycja | Czas    | Pozycja | Łącznie  | Pozycja | Źródło |
| ---------------------- | ----------- | ------- | ------- | ------- | ------- | ------- | ------- | ------- | ------- | -------- | ------- | ------ |
| Verónica María Ravenna | Jedynki     | 59,811  | 24.     | 59,780  | 22.     | 59,719  | 25.     | NQ      | NQ      | 2:59,310 | 24.     | [ 16 ] |

### Łyżwiarstwo szybkie
| Zawodniczka                    | Konkurencja  | Czas   | Miejsce | Źródło |
| ------------------------------ | ------------ | ------ | ------- | ------ |
| Maria Victoria Rodriguez Lopez | 500 m kobiet | 39,700 | 30.     | [ 18 ] |

| Zawodniczka                    | Konkurencja        | Półfinał   | Półfinał | Finał      | Finał | Pozycja | Źródło |
| Zawodniczka                    | Konkurencja        | Przeciwnik | Czas     | Przeciwnik | Czas  | Pozycja | Źródło |
| ------------------------------ | ------------------ | ---------- | -------- | ---------- | ----- | ------- | ------ |
| Maria Victoria Rodriguez Lopez | bieg masowy kobiet | -          | 5:24,53  | -          | NQ    | 14.     | [ 19 ] |